# Вотерпруф (Луизијана)
Вотерпруф (енгл. Waterproof) град је у америчкој савезној држави Луизијана.

## Демографија
По попису из 2010. године број становника је 688, што је 146 (-17,5%) становника мање него 2000. године.
| Група             | 2000.       | 2010.       |
| Белци             | 98 (11,8%)  | 56 (8,1%)   |
| Афроамериканци    | 729 (87,4%) | 632 (91,9%) |
| Азијати           | 0 (0,0%)    | 0 (0,0%)    |
| Хиспаноамериканци | 8 (1,0%)    | 1 (0,1%)    |
| Укупно            | 834         | 688         |